# Historiska järnvägslinjer på Gotland
Gotland är det enda svenska län som helt saknar järnväg med kommersiell trafik. Det har dock tidigare funnits flera bolag och linjer. De kvarvarande bolagen köptes av svenska staten 1947 och införlivades med Statens Järnvägar 1948. Den sista kommersiella persontrafiken upphörde 1960.
- Gotlands Järnväg (Lärbo-Visby-Burgsvik)
- Klintehamn-Roma Järnväg
- Slite-Roma Järnväg
  - Gotlands Hesselby Jernväg – en museijärnväg som idag trafikerar en mindre återuppbyggd del av före detta Slite-Roma Järnväg.
- Sydvästra Gotlands Järnväg (Klintehamn-Hablingbo)
- Visby-Visborgsslätt Järnväg
- Visby-Visborgsslätt-Bjärs Järnväg
- Ronehamn–Hemse Järnväg
- Klinte Järnväg (Klintehamn-Klinteby)